# Fabrice Tourre
Fabrice Tourre (1979) is een handelaar bij de Amerikaanse bank Goldman Sachs die op 16 april 2010 is aangeklaagd voor een fraudezaak door de beurswaakhond de SEC.
Tourre studeerde af in 2000 aan de École centrale Paris en vervolgens in 2001 aan de Amerikaanse Stanford-universiteit op het gebied van operations Research. Hierna trad hij in dienst bij de zakenbank Goldman Sachs.
Het bundelen van een pakket aan slechte hypotheken gerelateerde effecten voor een hedgefonds, en doorverkopen aan beleggers zoals ABN AMRO zonder deze in te lichten over de tegenpartij werd door de SEC aangevochten. Voor het structureren en verkopen van het pakket, de Abacus CDO, ontving hij ongeveer twee miljoen dollar bonus. Met betrekking tot de vermeende misleiding van investeerders ontkende hij alle aantijgingen.